# Sacerdot de Cadis
El Sacerdot de Cadis és una estatueta masculina de bronze i amb una màscara d'or trobada a la ciutat de Cadis (Andalusia el 1928, i conservada actualment en el Museu Arqueològic Nacional d'Espanya de Madrid. Està datada del segle VIII o VII aC (Període Orientalitzant Ibèric, Edat de Ferro I). Podria ser una representació del déu Ptah importada del Mediterrani oriental, probablement de Fenícia, o bé d'un sacerdot del temple de Melcart.
El idolillo en qüestió és una peça exquisida d'orfebreria orientalitzant, que en l'actualitat es conserva al Museu Arqueològic Nacional. Per la túnica enganxada al cos i la posició de les mans es va creure que representava a un sacerdot, d'aquí el seu nom, però la interpretació més probable és que es tracti d'una imatge del déu Ptah. Aquesta divinitat era protectora dels artesans del metall i són nombrosos els exemplars trobats a Egipte i altres zones de la Mediterrània. La peça es va localitzar durant els treballs de fonamentació, a cinc metres. de profunditat, però al no realitzar-se una excavació metòdica es va perdre tota la informació de context. Per anàlisi estilístic es pot datar entre els segles VII i IV a. de C. L'Expedient publicat a la Gaseta de Madrid ho signava Eduardo Callejo de la Costa (1875-1950), que el 1926 va ser impulsor de l'anomenat "Decret Callejo " per a la protecció del Patrimoni, encara que en aquest cas s'invocava el Reglament de Excavacions de 1912: "Art. 5. ° Seran propietat de l'Estat, a partir de la promulgació d'aquesta llei, les antiguitats descobertes casualment en el subsòl o trobades a demolir antics edificis. " En aquest cas, la intervenció de l'erudit local Àngel Picardo, va fer que les autoritats tinguessin notícia ràpida de la troballa i intervinguessin per fer valer el principi de propietat pública de les restes arqueològics. Si no hi hagués hagut aquesta actuació amb el temps l'estatueta podria haver acabat en la nodrida col·lecció particular dels germans Behn.

## Troballa
El 1928, durant els treballs de fonamentació de l'edifici de Telefònica a Cadis, va aparèixer aquesta peça. Els obrers la van lliurar a l'arquitecte Francisco Hernández Rubio qui la va fer arribar al president de la Companyia. L'Estat va reclamar la seva propietat i es va integrar a la col·lecció del Museu.